# Poliani
Poliani (en rus: Поляны) és un poble (un possiólok) del krai de Primórie, a l'Extrem Orient de Rússia, que en el cens del 2010 tenia 284 habitants. Pertany al districte rural de Dalnerétxenski.